# Robert Buckley

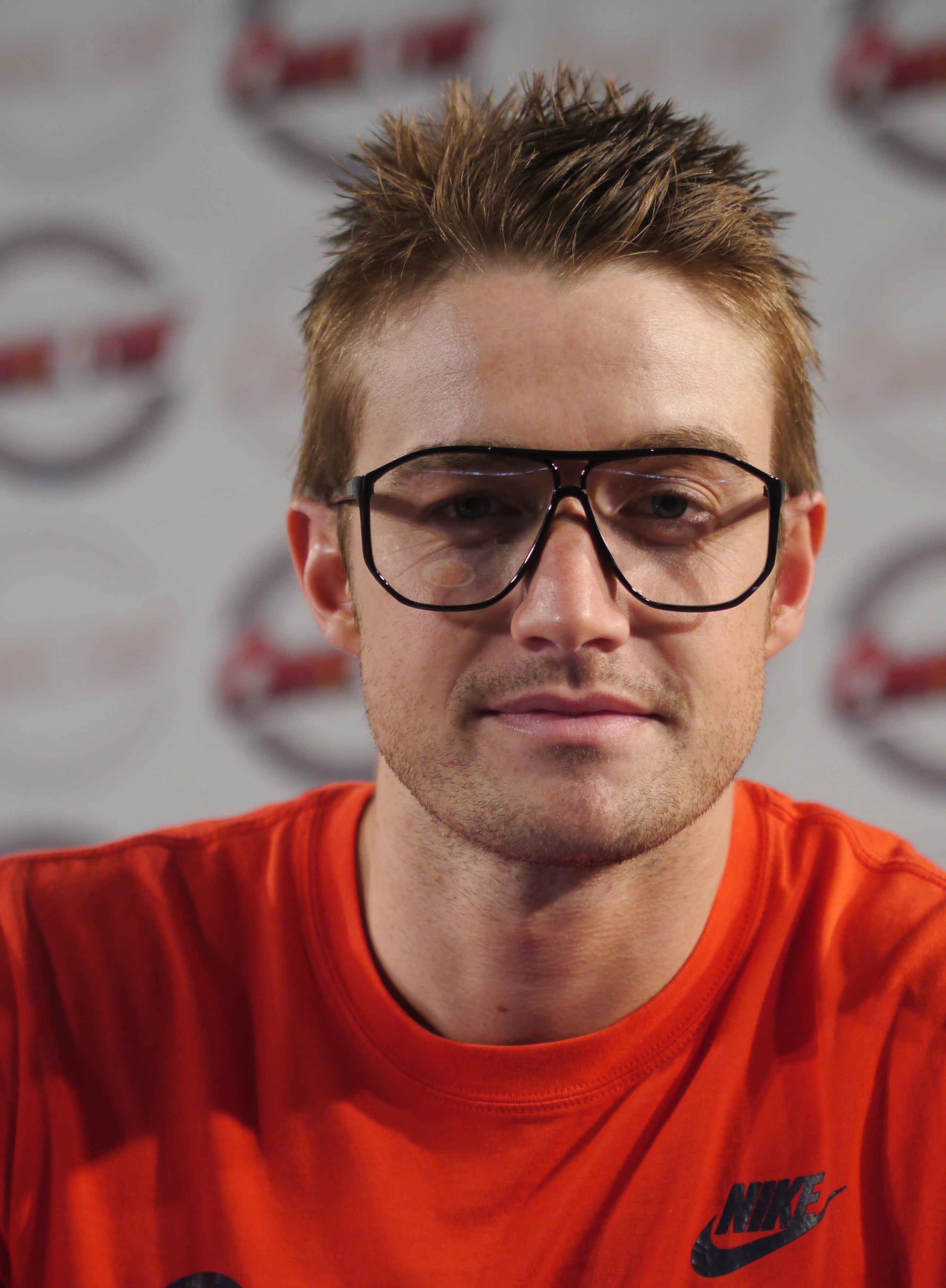
Robert Buckley på Comic-Con 2012

Robert Earl Buckley, född 2 maj 1981 i Kalifornien, är en amerikansk skådespelare. Buckley är mest känd för sina roller i TV-serierna Lipstick Jungle, Privileged och One Tree Hill.

## Biografi
Efter att ha arbetat som ekonomisk konsult flyttade Buckley till Los Angeles. Som student medverkade han i den amerikanska TV-leken The Price is Right.

## Karriär
2006 medverkade han i American Telenovela Fashion House som Michael Bauer. 2008 dök han upp med Heather Locklear i The Lifetime Original Film Flirting With Forty. Filmen hade premiär 6 december 2008 och samlade in 4 miljoner tittare.
2009 var han med i två avsnitt i Privileged. Han gästspelade också i Ghost Whisperer 2007. 
Efter att Brian Austin Green tackade nej till rollen som Clayton ”Clay” Evans i One Tree Hill, avslöjade man 2009 att Robert Buckley hade skrivit på.